# Cuirasse latéritique

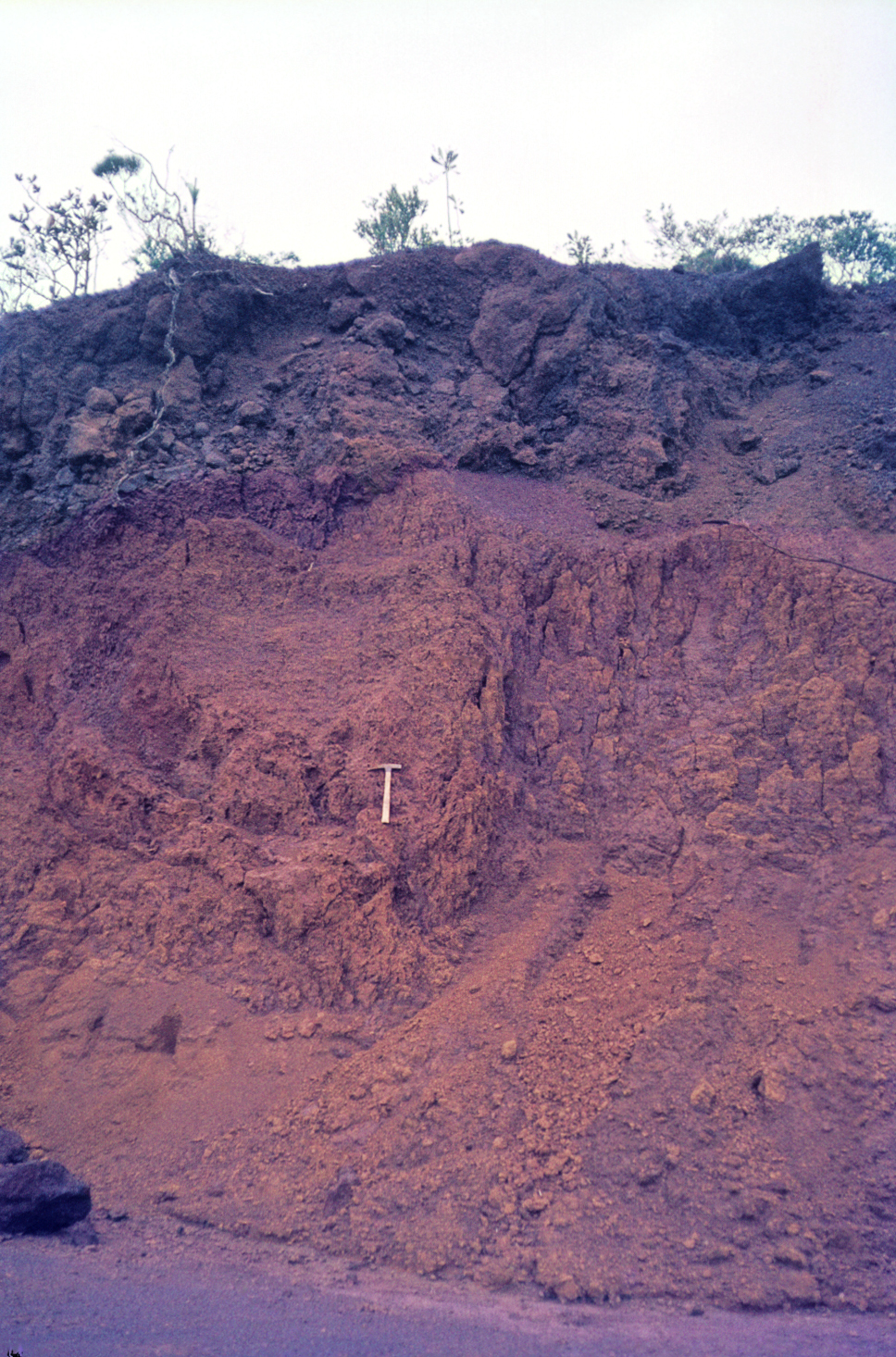
Limonite nickellifère sous une cuirasse latéritique. Yaté, Nouvelle-Calédonie (sur sous-sol ultramafique).

La cuirasse latéritique est une carapace formée par le durcissement d'un type de sol propre aux régions tropicales.
La latérite est une roche de couleur rouge riche en oxydes de fer et en alumine. Elle recouvre 20 millions de km² dans les régions tropicales, principalement en Afrique et en Amérique du Sud.
Cette roche assez tendre d'une épaisseur moyenne d'un mètre durcit en séchant. Formant une carapace, elle devient alors infertile.

## Formation de la cuirasse
En favorisant l'assèchement de la surface du sol, la déforestation contribue à accélérer la formation de cette cuirasse latéritique et donc la stérilité des sols.
La déforestation entraine la destruction de la couche végétale qui protège les sols. Ceux-ci disparaissent alors, laissant apparaître des horizons plus profonds.
Les migrations ascendantes de fer enrichissent l'horizon B, affleurant après érosion de l'horizon supérieur. L'exposition au soleil et aux feux de brousse provoque son durcissement.